# ملیکست پوغوسیان
ملیکست آرامی پوغوسیان (ارمنی: Մելիքսեթ Արամի Պողոսյան؛  زادهٔ ۳۱ اوت ۱۹۶۰) فرد نظامی، سیاستمدار اهل ارمنستان است که از تاریخ ۲۰۲۰ تا تاریخ ۲۰۲۲ سمت استاندار استان سیونیک را برعهده داشت. 

## زندگی‌نامه
وی در ۳۱ اوت ۱۹۶۰ ‏در تغ به دنیا آمد . همچنین برندهٔ جوایزی همچون نشان درجه ۳ لیاقت میهن‌پرستی و مدال گارگین نژده شده‌است.

## نگارخانه

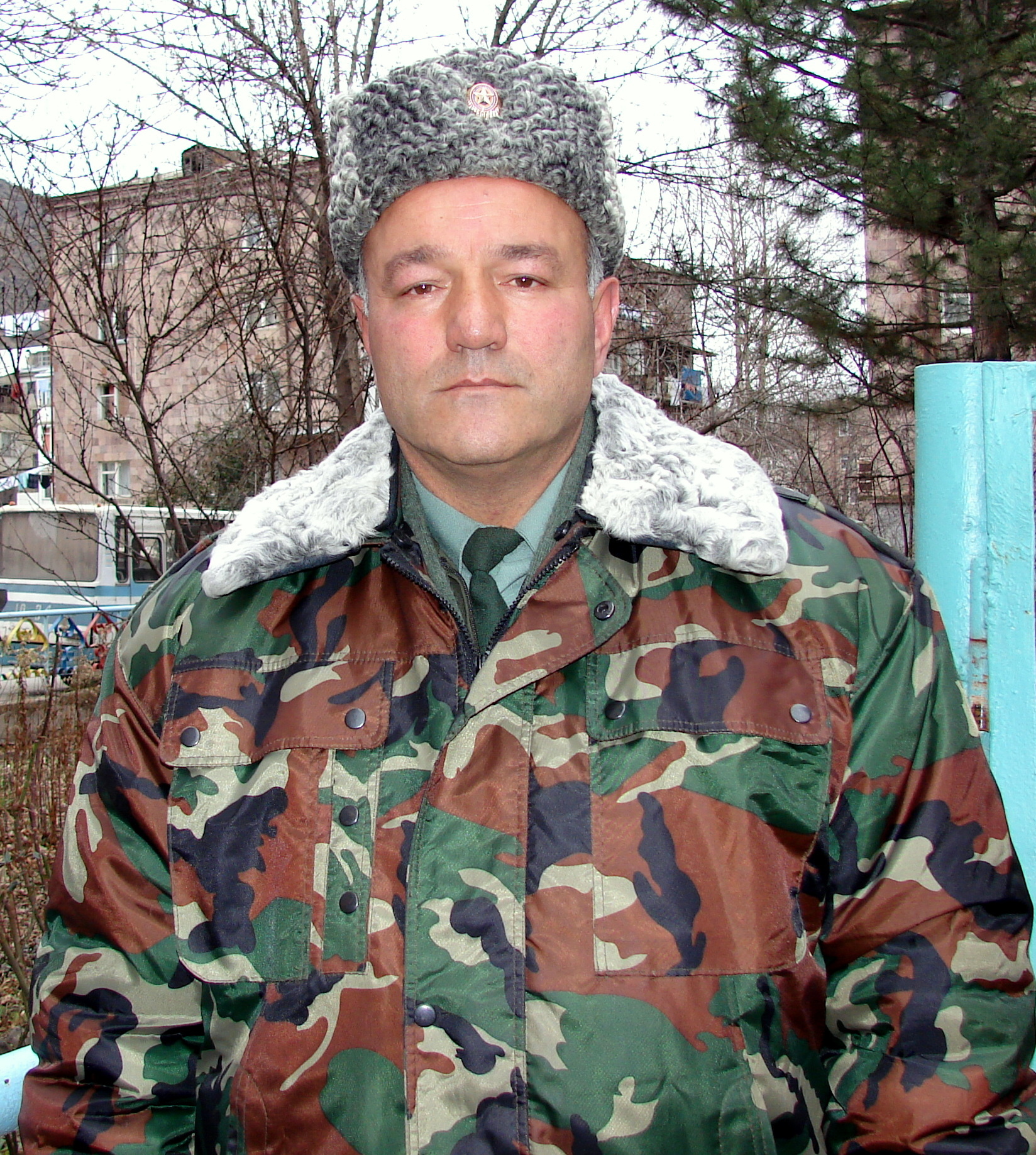

## یادداشت
1. ↑  «Մելիք Բարխուդար» ազտագրական ջոկատի հրամանատար
2. ↑  , «Թուրուսի խութի» գրավում, Լաչինի ազատագրում, Դեյխանի, Ղոչազի, Կուբաթլիի, Ջեբրայիլի, Զանգելանի, Ֆիզուլիի ազատագրում